# Robertus ogatai
Robertus ogatai là một loài nhện trong họ Theridiidae.
Loài này thuộc chi Robertus. Robertus ogatai được Hajime Yoshida miêu tả năm 1995.